# يوسف بن حيون
يوسف بن حيون الصدفي هو ممثل و‌عارض أزياء مغربي ومصارع جيو جيتسو برازيلية. أشتهر بن حيون في دور «فارس» في مسلسل ألف ليلة وليلة سنة 2014، وقد لاقى نجاحًا كبيرًا.
في العام نفسه ثارت الصحافة المغربية على خلفية قيام يوسف بن حيون على مهمة الحراسة الشخصية لنجمة تلفزيون الواقع الفرنسية نبيلة بن عطية. غير أن بن حيون رد على الانتقادات بأنه غير محرج ولا يجد أي ضرر في ما قام به.